# Első Wekerle-kormány
Az első Wekerle-kormány az 1892-es választásokat követően, Szapáry Gyula addigi miniszterelnök november 19-i lemondása után alakult Wekerle Sándor vezetésével, s annak 1895. január 15-i lemondásáig működött.

## A kormány tagjai

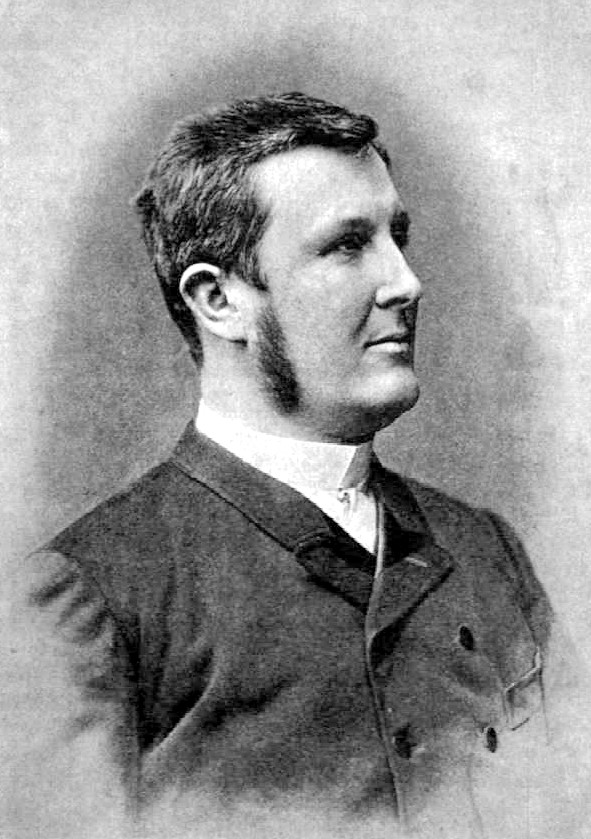
Wekerle Sándor 1892-ben
(fényképezte: Ellinger Ede)

| Név                                           | hivatal kezdete                    | hivatal vége                       | párt                               | megjegyzés                             |
| Miniszterelnök és pénzügyminiszter            | Miniszterelnök és pénzügyminiszter | Miniszterelnök és pénzügyminiszter | Miniszterelnök és pénzügyminiszter | Miniszterelnök és pénzügyminiszter     |
| --------------------------------------------- | ---------------------------------- | ---------------------------------- | ---------------------------------- | -------------------------------------- |
| Wekerle Sándor                                | 1892. november 17.                 | 1895. január 14.                   | Szabadelvű Párt                    |                                        |
| Belügyminiszter                               |                                    |                                    |                                    |                                        |
| Hieronymi Károly                              | 1892. november 19.                 | 1895. január 15.                   | Szabadelvű Párt                    |                                        |
| Igazságügy-miniszter                          |                                    |                                    |                                    |                                        |
| Szilágyi Dezső                                | 1892. november 19.                 | 1895. január 15.                   | Szabadelvű Párt                    |                                        |
| Honvédelmi miniszter                          |                                    |                                    |                                    |                                        |
| Fejérváry Géza                                | 1892. november 19.                 | 1895. január 15.                   | pártonkívüli                       |                                        |
| A király személye körüli miniszter            |                                    |                                    |                                    |                                        |
| Tisza Lajos                                   | 1892. november 19.                 | 1894. június 10.                   | Szabadelvű Párt                    |                                        |
| ifj. Andrássy Gyula                           | 1894. június 10.                   | 1895. január 15.                   | Szabadelvű Párt                    |                                        |
| Vallás- és közoktatásügyi miniszter           |                                    |                                    |                                    |                                        |
| Csáky Albin                                   | 1892. november 19.                 | 1894. június 10.                   | Szabadelvű Párt                    |                                        |
| Eötvös Loránd                                 | 1894. június 10.                   | 1895. január 15.                   | Szabadelvű Párt                    |                                        |
| Földmívelésügyi miniszter                     |                                    |                                    |                                    |                                        |
| Bethlen András                                | 1892. november 19.                 | 1894. június 10.                   | Szabadelvű Párt                    |                                        |
| Fejérváry Géza                                | 1894. június 10.                   | 1894. július 16.                   | pártonkívüli                       | honvédelmi miniszterként, ideiglenesen |
| Festetics Andor                               | 1894. július 16.                   | 1895. január 15.                   | Szabadelvű Párt                    |                                        |
| Kereskedelemügyi miniszter                    |                                    |                                    |                                    |                                        |
| Lukács Béla                                   | 1892. november 19.                 | 1895. január 15.                   | Szabadelvű Párt                    |                                        |
| Horvát-szlavón-dalmát tárca nélküli miniszter |                                    |                                    |                                    |                                        |
| Josipovich Imre                               | 1892. november 19.                 | 1895. január 15.                   | Horvát Unionista Párt              |                                        |